# Västerlandet (söder om Porkala, Kyrkslätt)
För andra betydelser, se Västerlandet (olika betydelser).
Västerlandet är en ö i Finland. Den ligger i Finska viken och i kommunen Kyrkslätt i den ekonomiska regionen  Helsingfors i landskapet Nyland, i den södra delen av landet. Ön ligger omkring 39 kilometer sydväst om Helsingfors.
Öns area är 4,9 hektar och dess största längd är 320 meter i öst-västlig riktning.